# Mosquée al Khalil
La mosquée al Khalil, située sur le territoire communal de Molenbeek-Saint-Jean, est la plus grande mosquée de Belgique. Créée en 1985 par la confrérie des Frères musulmans,, la mosquée al Khalil est devenue en 2020 plus importante et influente que la Grande mosquée de Bruxelles.

## Projet ambitieux et discret

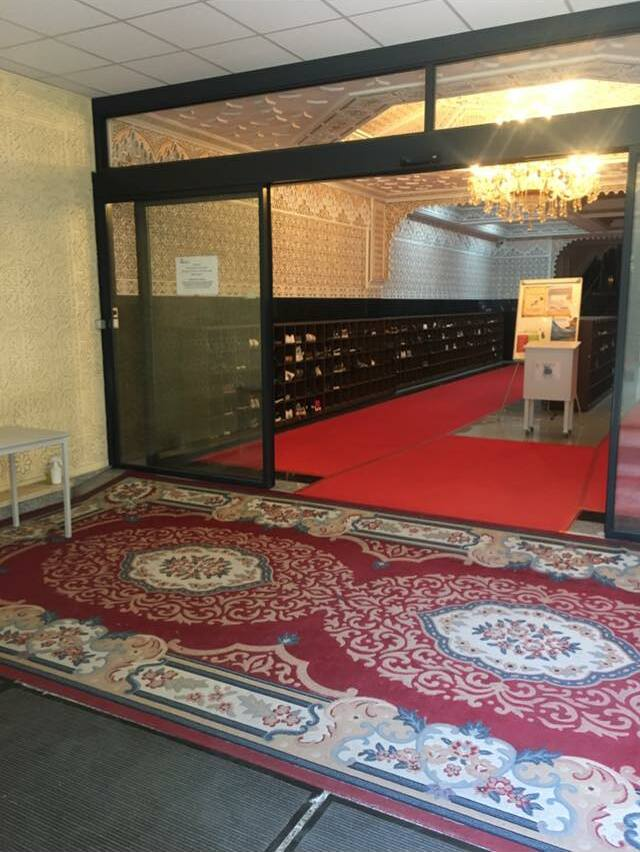
Entrée de la mosquée, en juin 2022.

Depuis sa création en 1985, la mosquée été transformée et agrandie plusieurs fois, l'imposant pâté d'usine et de maisons lui appartenant quasi entièrement. 
Avec l’arrivée d’hommes politiques belges de culture d'origine musulmane à des postes de responsabilité au niveau des autorités bruxelloises, la représentation accrue de la communauté a permis de faire avancer l'ambitieux projet. 
Ce lieu de culte discret, situé dans les anciens quartiers industriels de l’Ouest bruxellois, entre le canal et la Gare de l’Ouest, n’utilise pas de marqueur spécifique, de signe visible, renvoyant à une mosquée (comme un minaret, même seulement décoratif). L'observateur ne peut la deviner que par la présence des fidèles s'y rendant cinq fois par jour pour la prière.
Les bâtiments abritent aussi des écoles de différents niveaux (enseignement primaire obligatoire, cours pour enfants ou adultes.)
Plusieurs imams s'y sont succédé, notamment Mohamed Toujgani, et Rachid Haddach. 
De nombreux prédicateurs y ont donné des conférences comme Hani Ramadan,. Selon l'islamologue Monique Renaerts, le directeur de la mosquée tunisien Mohamed Laroussi est un Frère musulman.

### L'imam Mohamed Toujgani

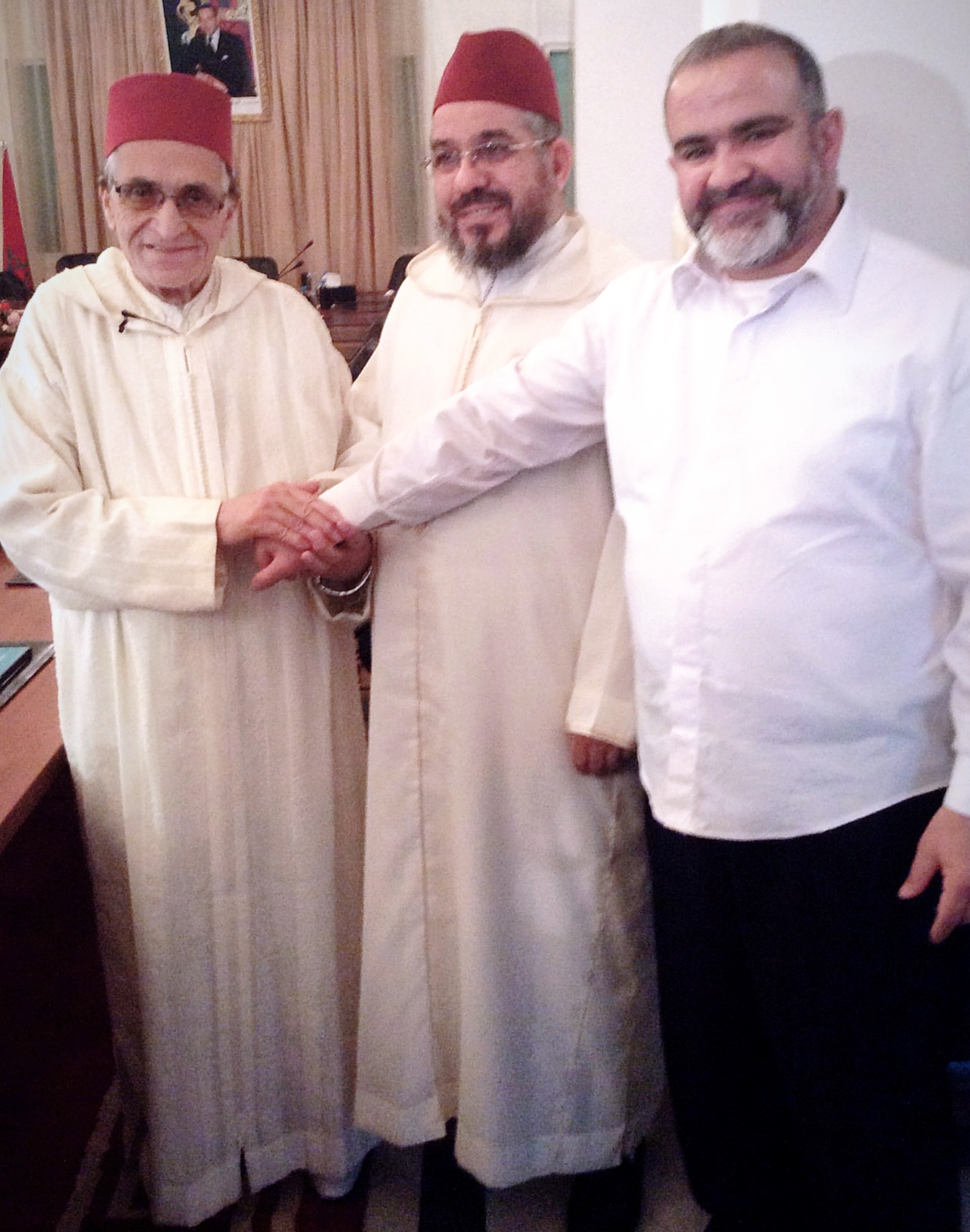
Mohamed Toujgani (au centre). À sa gauche, Mimoun Aquichouh, imam à Vilvorde.

L'imam de la mosquée al Khalil, Mohamed Toujgani (ou Tojgani), né dans un village des montagnes du Rif, immigré du Maroc en 1982, 1983 ou 1984 et régulièrement appelé Cheikh Mohamed Toujgani, est le président de la Ligue des Imams de Belgique. Toujgani est une figure influente du paysage musulman bruxellois. Il siège au Conseil des théologiens, organe consultatif créé par l'Exécutif des musulmans de Belgique. Selon l'Exécutif, le Conseil des théologiens est « composé de personnes éminemment connues en Belgique pour leurs connaissances approfondies en matière de théologie islamique ». 
Mohamed et son cousin Tahar Toujgani (président du Conseil européen des oulémas marocains et imam à Anvers) sont proches du Parti de la justice et du développement (PJD), dont sont issus, de 2011 à 2021, les chefs du gouvernement du Maroc.
L’imam Mohamed Toujgani, réputé proche du haut responsable de la gestion de l'islam en Belgique Salah Echallaoui, est connu pour son islam très conservateur qui promeut le modèle marocain de religiosité en conformité avec le rite malékite et le dogme achaarite.
Mohamed Toujgani a par ailleurs influencé un ensemble de jeunes prédicateurs influents à Bruxelles, notamment le prêcheur à la mosquée al Moutaquine Abu Abdallah Adil, plus connu sous le nom de Adil al-Jattari. Le discours de Toujgani se caractérise avant tout par une proximité à la forte tradition politique des Frères musulmans, sensible aux luttes dans lesquelles sont engagés les musulmans dans le monde (Palestine, Irak, Afghanistan etc.).
Fin 2021, la Belgique ne prolonge pas le permis de séjour de Mohamed Toujgani, à cause notamment de ses liens avec le gouvernement marocain. Il reçoit une interdiction d'entrée sur le territoire de dix ans. Selon le secrétaire d'État à l'Asile et à la Migration Sammy Mahdi, certains signaux indiquent que l'imam marocain constitue une grave menace pour la sécurité nationale belge. Il se base sur des recommandations des services de sécurité. Bien qu'il ait résidé en Belgique depuis longtemps, Toujgani ne maîtrisait aucune des langues nationales. Il est bigame. Il a sept enfants avec une femme et quatre avec l'autre.

## Liens avec le terrorisme
C'est une mosquée « controversée » car elle était déjà connue dans les années 1980 pour recruter des jeunes pour le djihad en Afghanistan. En outre  le terroriste Chakib Akrouh, dit le « lieutenant d'Abaaoud », Abdel Hamid Abaaoud lui-même et Salah Abdeslam la fréquentaient. Ce dernier a vécu devant le lieu de culte avec son frère Brahim Abdeslam. C’est aussi à al Khalil qu’a été formé le prédicateur takfiriste Iliass Azaouaj. De surcroît, une condamnée dans le procès de la « filière poussette » s’y est convertie à l’islam,.